# Толстое (Житомирская область)
Толстое (укр. Товсте) — село на Украине, находится в Радомышльском районе Житомирской области.
Код КОАТУУ — 1825088304. Население по переписи 2001 года составляет 63 человека. Почтовый индекс — 12260. Телефонный код — 4132. Занимает площадь 0,38 км².

## Адрес местного совета
12260, Житомирская область, Радомышльский р-н, с. Раковичи, ул. Центральная, ул. Соболив; тел. 7-92-42.